# 小鳥町
小鳥町（ことりまち）は、名古屋市中村区の地名。現在の那古野・名駅の各一部に相当する。

## 歴史

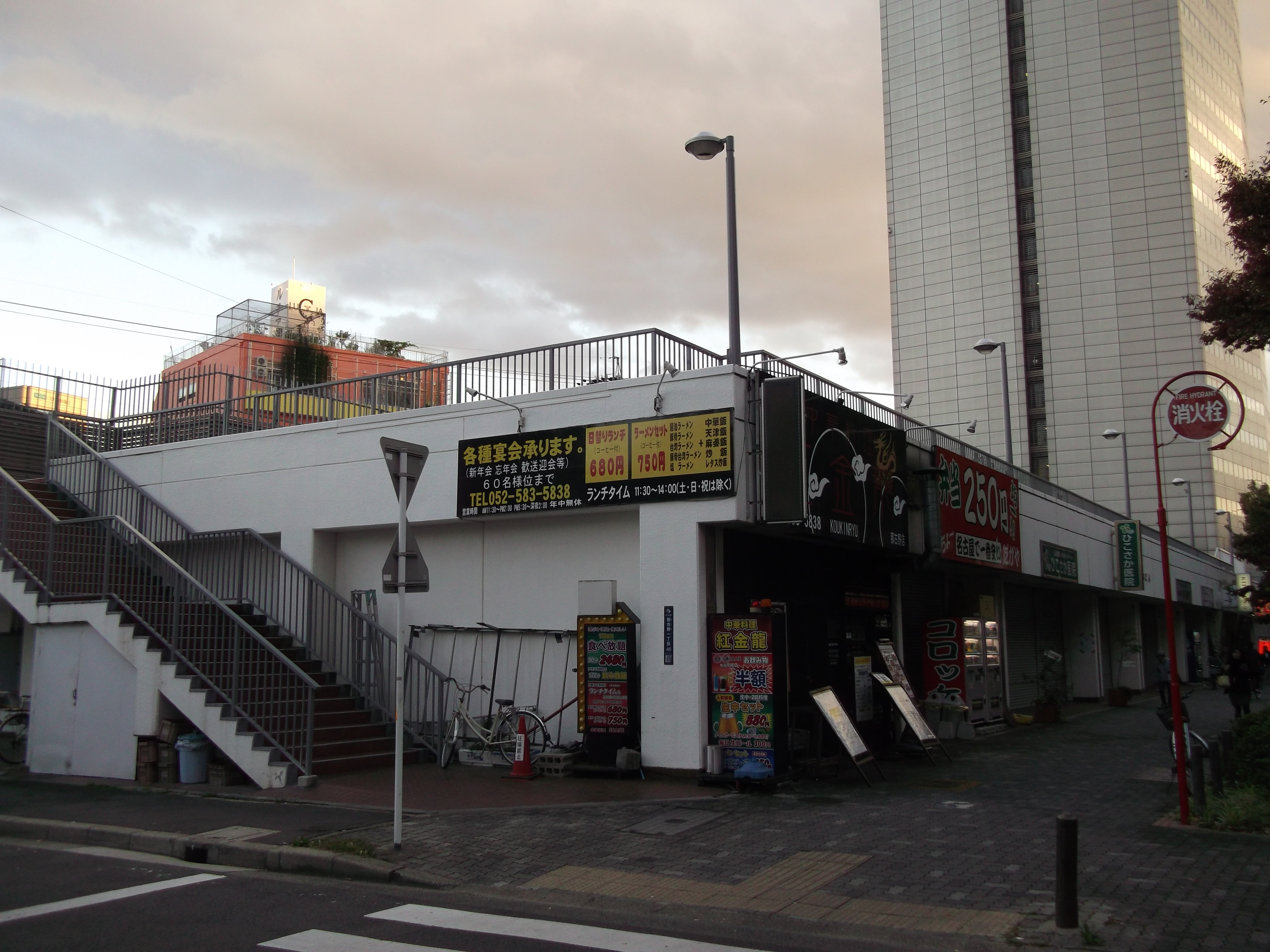
小鳥ビル（2014年11月）

当地は愛知郡広井村の一部ではあったが、江戸時代後期には既に名古屋城下町と一体の市街地となっていたという。尾張国丹羽郡・葉栗郡などで産する小倉生地による下駄の鼻緒生産により、履物問屋が集積した。明治時代末期から大正時代にかけては、取り扱う下駄が雑木下駄へと変わったものの、鼻緒および下駄の生産地として全国的にも栄えたという。後述の交通項の通り、明治後年より昭和初年に掛けて交通が発達したことにより、泥江町交差点を中心に交通量が増加した。名古屋大空襲による被害も少なく、戦後も小規模な家屋が密集する状況が続いていたため、その状況を改善するための再開発（小鳥ビル・名古屋国際センタービル）が行われ、住居表示実施に伴う町消滅後の1984年（昭和59年）に完成している。

### 町名の由来
大須観音に馬の塔を供出した際に、花車の飾りとして小鳥籠を用意したことによるという。

### 沿革
- 1878年（明治11年）12月28日 - 広井村（中広井町）の一部により[3]、名古屋区小鳥町として成立[1]。
- 1889年（明治22年）10月1日 - 名古屋市成立に伴い、同市小鳥町となる[3]。
- 1908年（明治41年）4月1日 - 西区成立に伴い、同区小鳥町となる[3]。
- 1912年（大正元年）12月 - 名古屋蚕具株式会社が払込資本金5000円で設立される[4]。
- 1944年（昭和19年）2月11日 - 中村区に編入され、同区小鳥町となる[3]。
- 1977年（昭和52年）10月23日 - 住居表示の実施により、中村区那古野一丁目・名駅二～五丁目の一部に編入され、消滅[3]。

## 交通

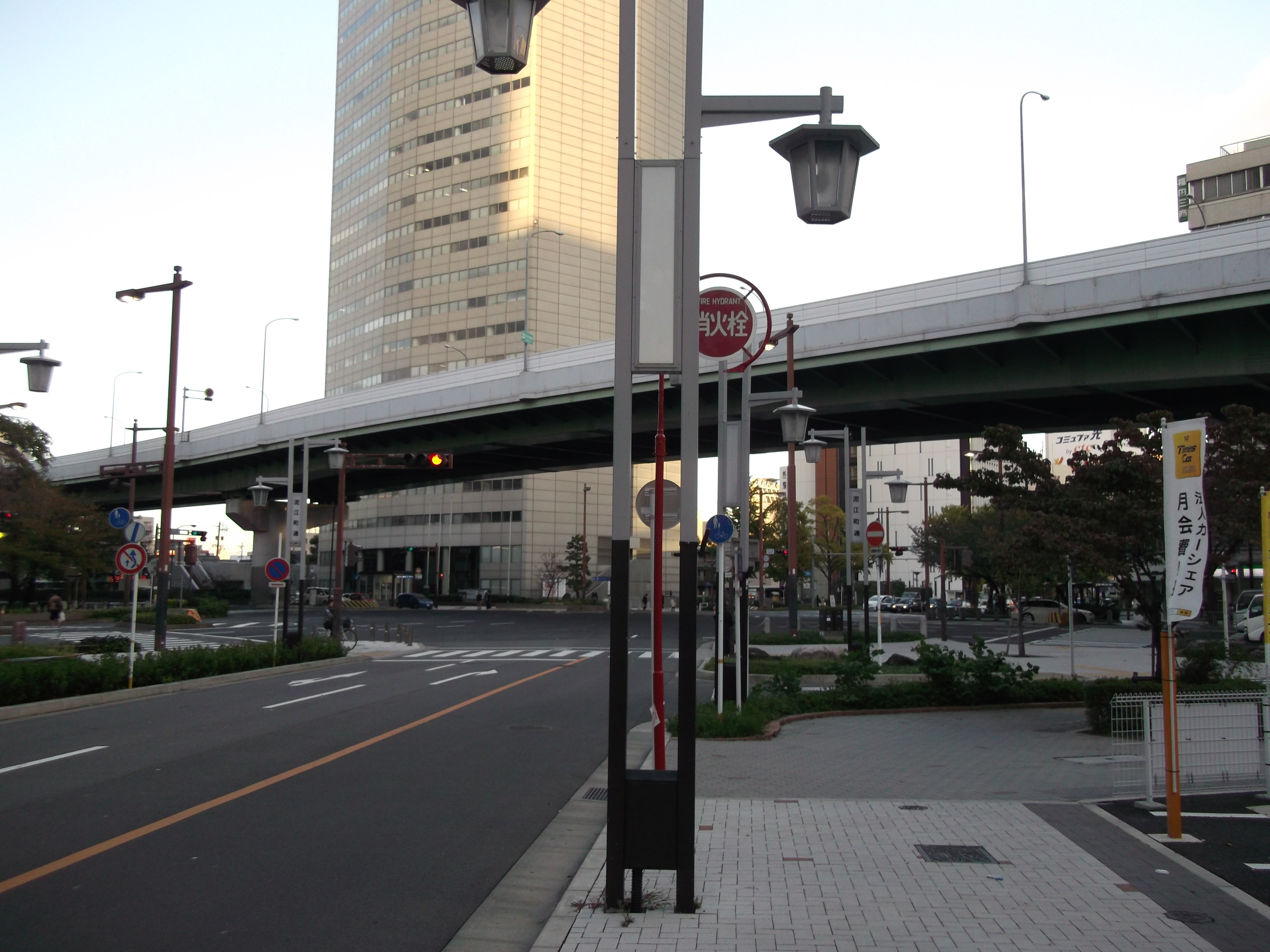
泥江町交差点（2014年11月）

### 道路
東西の道路として名古屋駅と伝馬町筋を連絡する道路が1887年（明治20年）、桜通が1936年（昭和11年）に開通し、また南北の道路として江川の暗渠化に伴う市道江川線の拡幅が1933年（昭和8年）に行われることで、泥江町交差点を中心に交通量が増加した。

### 鉄道
1901年（明治34年）2月19日、名古屋電気鉄道押切町線（柳橋-押切町間）が開通。